# 이리나 로드니나
이리나 콘스탄티노브나 로드니나(러시아어: Ирина Константиновна Роднина, 1949년 9월 12일 ~ )는 러시아의 피겨 스케이팅 선수이다. 세계 피겨 스케이팅 선수권 대회에서 10회 연속 우승(1969~1978)하고 올림픽에서도 3회 연속 금메달(1972, 1976, 1980)을 획득했다. 2014년 소치 동계 올림픽 개막식에서는 전직 아이스하키 선수인 블라디슬라프 트레티야크와 함께 성화를 점화했다.